# Ausztrál örvöspapagáj
Az ausztrál örvöspapagáj (Barnardius zonarius) a madarak osztályának papagájalakúak (Psittaciformes) rendjébe és a szakállaspapagáj-félék (Psittaculidae) családjába tartozó Barnardius nem egyetlen faja.

## Rendszerezése
A fajt George Shaw angol botanikus és zoológus írta le 1783-ban, a Psittacus nembe Psittacus zonarius néven. Sorolták a Platycercus nembe Platycercus zonarius néven is.

## Alfajai
- Barnardius zonarius barnardi (Vigors & Horsfield, 1827)
- Barnardius zonarius macgillivrayi (North, 1900)
- Barnardius zonarius semitorquatus (Quoy & Gaimard, 1830)
- Barnardius zonarius zonarius (Shaw, 1805)[2]

## Előfordulása
Ausztrália területén honos. Természetes élőhelyei a szubtrópusi és trópusi száraz erdők, síkvidéki esőerdők, szavannák és cserjések, folyok és patakok környékén, valamint legelők, másodlagos erdők, szántóföldek és vidéki kertek .

## Megjelenése
Testhossza 38 centiméter, 164-200 gramm.

## Természetvédelmi helyzete
Az elterjedési területe rendkívül nagy, egyedszáma pedig növekszik. A Természetvédelmi Világszövetség Vörös listáján nem fenyegetett fajként szerepel.